# Gare de Serampore
La gare de Serampore (officiellement Shrirampur) (en bengali : শ্রীরামপুর রেল স্টেশন) est importante gare ferroviaire située sur la ligne principale de Howrah à Bardhaman (en) dans le district de Hooghly, dans l'État indien du Bengale-Occidental. Elle dessert la ville de Serampore

## situation ferroviaire
La gare se trouve à 17 m d'altitude sur la ligne de ligne principale de Howrah à Bardhaman (en) et sur la ligne de la banlieue de Kolkata (anglais : Kolkata Suburban Railway). La ligne de Howrah à Bardhaman est limitée à 130 km/h. 
La gare possède quatre quais, qui bordent trois voies larges du tronçon reliant Belur à Bandel. La gare se trouve à 20 km de Howrah, 3 km de Sheoraphuli, 20 km de Bandel et 87 km de Bardhaman.

## Histoire

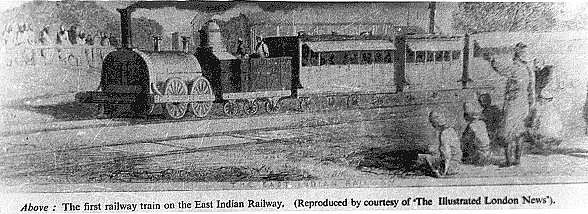
Le premier train de lEastern Railway, en 1854.

La East Indian Railway Company (en) est fondée le 1er juin 1845 afin de construire et d'exploiter une ligne de Calcutta (gare de Howrah) à Delhi. À cette époque, le petit bâtiment en tôle ondulée qu'est la gare de Howrah est accessible en provenance de Calcutta uniquement par ferry traversant le fleuve Hooghly. D'après les travaux de conception et de mesure, la construction de la gare de Serampore débute en 1851.
La gare de Serampore est mise en service le 14 août 1854. Le 15 août, le premier train de l'Eastern Railway relie Howrah à Hugli. il s'arrête d'abord à Bally puis à Serampore.
La ligne de Howrah à Bardhaman est électrifiée en 1958.

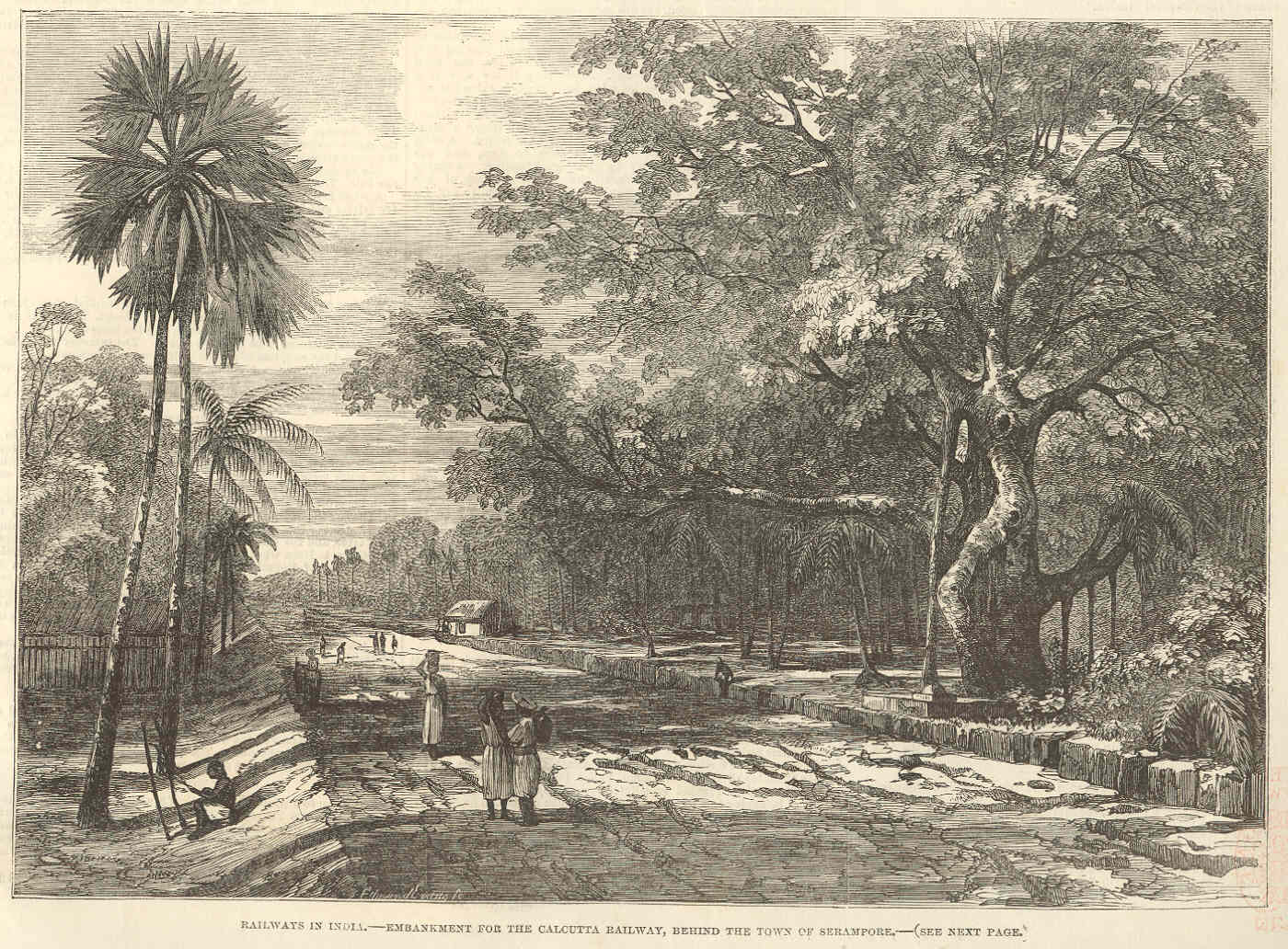
Le tracé de la ligne de Calcutta, derrière la ville de Serampore
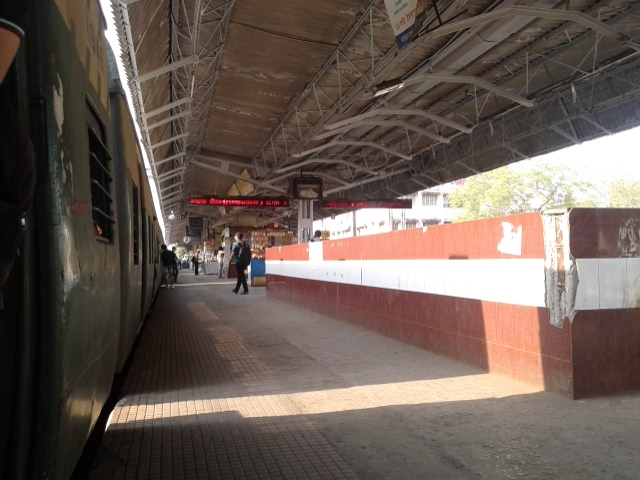
À l'intérieur de la gare